# Xã Porter, Quận Porter, Indiana
Xã Porter (tiếng Anh: Porter Township) là một xã thuộc quận Porter, tiểu bang Indiana, Hoa Kỳ. Năm 2010, dân số của xã này là 9.367 người.